# 我可以忘記你
〈我可以忘記你〉是香港歌手黎明主唱的一首國語歌曲，由伍樂城作曲及監製、朱俊傑編曲、張楚翹填詞，於2013年3月26日與音樂短片由唱片公司A music以數碼形式同步推出。此曲的歌詞被聽眾及媒體解讀為黎明離婚後的心聲，惟黎明及其所屬的唱片公司均作出否認。

## 製作概念
2013年3月26日，唱片公司A Music在網絡上發放一首名為〈我可以忘記你〉的國語歌曲及音樂短片，此歌曲由伍樂城作曲及監製、朱俊傑編曲、張楚翹填詞、黎明主唱，用作參考的樣本歌曲則由歌手陳詠桐演繹，音樂短片以風景照為主題，景物包括海洋、彩虹及貓等，黎明只在短片尾聲的一個鏡頭中出現，歌曲及音樂短片均未曾收錄於黎明的實體音樂專輯中。此歌曲曾經由陳詠桐翻唱，收錄於《Album 1》音樂專輯。

## 評論摘要
〈我可以忘記你〉推出後，媒體及聽眾均對此歌曲的歌詞作出解讀，不少媒體認為黎明在離婚半年後推出此曲，是要憑歌寄意，通過歌詞表達出自己離婚後的心聲，一方面祝福他的前妻樂基兒，另一方面說明自己已經忘記情傷，重新出發，有聽眾表示聽了此歌曲後忍不住流淚，也有不少聽眾留言為黎明打氣，有媒體認為以風景為主的音樂短片，是要透過生活化的場景，反映出黎明已經忘記離婚的陰霾，也有聽眾認為此歌曲的歌詞很有意境，但音樂短片卻讓人看不懂。藝人舒淇在她的社交網站上載自己的照並配上文字，有媒體認為文字中所表達的內容與此歌曲的歌詞遙相呼應，並以「心有靈犀」來形容二人。黎明及其所屬的唱片公司Amusic均否認此歌曲是憑歌寄意，唱片公司高層王凱文表示這首歌曲及歌詞是由伍樂城交予唱片公司，不是黎明本人創作，因此不能說此歌曲一定是黎明自己的內心表達，並重申黎明在灌錄歌曲前完全沒有與填詞人聯絡，同時認為黎明是專業的歌手，在演繹歌曲時有正常發揮。黎明在接受媒體訪問時表示自己是歌手，唱歌是一件很普通的事情，認為如果唱一首歌就想太多含義，是很大的事情，會甚麼歌都唱不到，走又走不到，做又做不到。

## 流行榜成績
以下是歌曲〈我可以忘記你〉在香港四大電子媒體流行榜的最高位置：
- 香港商業電台 903專業推介：第5位 [16]
- 香港電台中文歌曲龍虎榜：季軍 [17]
- 新城電台勁爆本地榜：冠軍 [18]
- 電視廣播有限公司勁歌金榜：未能上榜

## 外部連結
- 黎明 Leon Lai - 我可以忘記你 Official MV - 官方完整版 AMusic Official Channel. 2013-06-11